# Om̐
Pour les articles homonymes, voir Ohm et aum.
Cette page contient des caractères spéciaux ou non latins. S’ils s’affichent mal (▯, ?, etc.), consultez la page d’aide Unicode.

La syllabe Om en devanagari.

Om, aum, (sanskrit : ॐ (en devanagari); translittération IAST : oṃ) est une syllabe sanskrite que l'on retrouve dans plusieurs religions d'Asie, en particulier en Inde : l'hindouisme et ses yogas, le brahmanisme, le bouddhisme, le jaïnisme, le sikhisme . On la nomme aussi udgitha ou pranava mantra (« mantra primordial », le mot prāṇa signifiant également « vibration vitale »). D’un point de vue hindou cette syllabe représente le son originel, primordial, à partir duquel l'Univers se serait manifesté. Elle est décrite ou mentionnée dans certaines upaniṣads, notamment la célèbre Chāndogya Upaniṣad, mais également dans d'autres upaniṣad.

## Étymologie
En sanskrit, Om̐ est formé des voyelles A, U et de la consonne M, les voyelles formant la diphtongue AU. Sur le plan symbolique, A représente le commencement, la naissance, et le dieu créateur Brahmā ; U, la continuation, la vie, et le dieu Vishnu ; et M la fin, la mort, et le dieu destructeur Shiva. La syllabe représente donc la totalité de ce qui existe, elle est ce « qui contient le passé, le présent et le futur, tout en étant d'essence autre », la trinité hindoue et les trois guna, rajas, sattva et tamas.

अ+उ+ ँ = A+U+M ँ.

La prononciation du om̐ est parfois décrite ainsi : a émerge du fond de la gorge, vers le palais, u roule sur la langue et m termine sur les lèvres. a symbolise  la veille, u, le rêve, m, le  sommeil. L'éveil correspond au quatrième temps : le silence, départ et retour du Pranava, et donc, Kali, déesse temporelle.
Cette syllabe serait la somme et la substance du son de l'Univers. Om est le son de ce qui n'est pas entrechoqué, contraire à de l'air sur le larynx, ou au bruit d'un arbre qui se brise.
Aum iti ek akshara Brahman (sanskrit); en français : « Aum, cette unique syllabe est le brahman ».

## Dans les religions

### Hindouisme
Om (ou Aum ॐ) est un des symboles les plus sacrés de l'hindouisme : il est utilisé comme préfixe et parfois suffixe aux mantras hindous. Il est considéré comme la vibration primitive divine de l'Univers qui représente toute existence ; ainsi : 

« La syllabe Om est Brahman. (...) Cette syllabe Om nous permet de nous unir à l'Atman suprême qui s'est manifesté en tant qu'univers diversifié. »

— Tripadvibhuti MahaNarayana Upanishad, 33.
La Pranava Upanishad en particulier s'attache à définir le symbolisme de Om. Cette tradition de la « vibration » cependant, sera pleinement mise au jour grâce aux développements du tantrisme. Vasugupta, dans sa Spanda-kârikâ, reprend l'idée de la vibration et l'explicite en lui associant des valences multiples qui débordent de loin le concept de « son ». La « vibration » est pour lui en effet une des formes de la conscience en train de se manifester. Cet « ébranlement » de la conscience qui manifeste chaque développement physiologique a été très tôt associé (nous pensons en particulier à Abhinavagupta) aux modes de manifestations de l'inconscient. Toute personne, dit Abhinavagupta, qui manifeste une propension à s'émerveiller devant une forme particulière de la manifestation, est susceptible de ressentir un ébranlement (kshoba) dès lors qu'elle est mise en contact avec celle-ci.
Selon Sankara la méditation sur la syllabe sacrée permet d'accéder au but de toute la quête de l'être. Le fruit de la connaissance peut être maintenant savouré. Il décrit les dernières étapes: "Ayant écarté les souillures et détruit mérites et démérites, on se trouve alors fermement établi dans le Brahman suprême qui est infini, de la nature d'un paradis sans fin, joie dépourvue de misère, réalité plus grande que tout. Après avoir réalisé le Brahman connu par tous les textes védantiques comme le Soi, on atteint ce Brahman unique. (Kena up. vâkya bhâshya IV, 9".

### Bouddhisme
Dans sa forme indienne originelle, le bouddhisme comportait différentes formes de méditation fondées sur l'attention (sati) et la tranquillité (samatha), sans utilisation de mantras. C'est lors de son introduction au Tibet, et sous l'influence de l'hindouisme, que l'emploi de mantras et de la syllabe « Om » se développe de façon importante.
Comme dans l'hindouisme, « Om » est utilisé comme préfixe ou suffixe aux mantras, notamment dans le mantra Om mani padme hum du bouddhisme mahāyāna, dont la première syllabe est ॐ. Par ailleurs, cette syllabe est souvent retranscrite en chinois par le caractère 唵 (pinyin ǎn) ou |嗡 (pinyin wēng).
Certaines cloches (ghantā) sont spécialement conçues pour produire les longs accords du son Om̐.

### Jaïnisme
Om est un mantra de libération pour le jaïnisme. Sa prononciation est aussi une louange envers les Tirthankaras, les Maîtres qui ont connu l'éveil, leurs disciples acharyas pour la plupart des érudits qui ont professé; et les moines ascètes en général. Om s'écrit également Aum.

### Sikhisme
Le mot « Omkara », qui désigne dieu pour les Védas et qui est synonyme de Om, est devenu Oankar dans le sikhisme. Guru Nanak, le fondateur de cette foi, l'a utilisé. Au niveau de la prière intérieure, le mot sikh Naam, qui est un des noms de dieu, est proche du Om hindou.

### Selon René Guénon
Selon les interprétations de René Guénon, Om en tant que nom du Logos est également présent au début du christianisme sous la forme AUM à travers un monogramme représentant les trois lettres AVM se chevauchant. Pour cet auteur, il s'agit d'un ancien symbole du Christ qui a été plus tard assimilé à une abréviation de Ave Maria, mais qui était primitivement un symbole réunissant les deux lettres extrêmes de l'alphabet grec, l'alpha et l'oméga, pour signifier que le Verbe est le début et la fin de toute chose.
Outre cette correspondance avec l'invocation de la Vierge Marie, René Guénon souligne également la proximité linguistique et phonétique de AUM avec Amen, dans lesquels, notamment, « il y a deux lettres communes sur trois, A et M, qui représentent deux termes opposés ou complémentaires ; N indique le produit de ces deux termes, et par conséquent est placé après, tandis que U indique le lien qui les unit et, à ce titre, se place entre eux. »

Monogramme catholique AVM sur le blason de Santa Maria del Cubillo.

## Transcriptions
Dans le mot « Om̐ », La lettre ‹ m̐ ›, « M chandrabindu », est une translittération diacritée qui note une nasalisation particulière en sanskrit,. Ci-après quelques transcriptions de ce mot dans différentes écritures d'Asie.

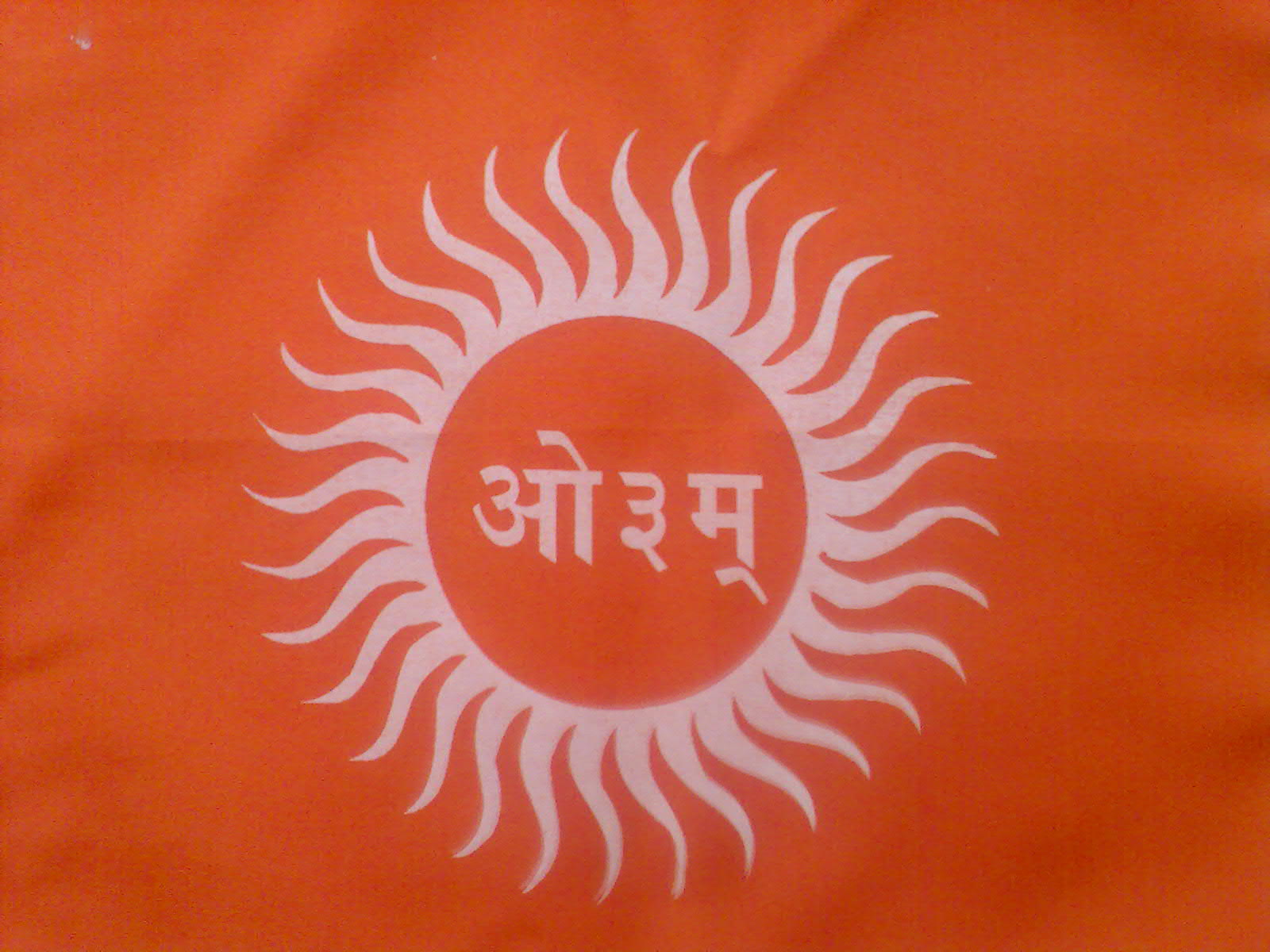
Symbole du mouvement Arya Samaj: AUM dans un soleil. Entre le AU et le M, un pluti (le chiffre 3 [३]), signe qui indique la prolongation de la diphtongue AU; v. pluti.

| ૐ  | écrit en devanagari et en gujarati                     | Unicode U+0AD0 nommé OM GOUDJARATI |                                   |
| ௐ  | écrit en tamoul                                        | Unicode U+0BD0 nommé OM TAMOUL     | Om̐ noté en tamoul                 |
| ಓಂ  | écrit en kannada                                       |                                    | Om̐ noté en kannada                |
| ഓം  | écrit en malayalam                                     |                                    | Om̐ noté en malayalam              |
| ༀ  | écrit en tibétain                                      | Unicode U+0F00                     | Om̐ noté en tibétain               |
| 唵 | ǎn, en sinogramme chinois                              | Unicode U+5535                     |                                   |
| ੴ  | Un symbole dérivé mais de sens différent : l'Ēk ōaṅkār | Unicode U+0A74                     | Ek Onkar sikh · Variante stylisée |
|    | AUM ou Om, calligraphie utilisée par le jaïnisme       |                                    |                                   |
| ៚  | Koh Mut (de Gau Mitra) écrit en khmer et en thaï       |                                    |                                   |

## Dans la culture populaire

### Musique
- La chanson Across the Universe de l'album Let It Be des Beatles reprend  dans le refrain le mantra « Jai Guru Deva Om ».
- Thirty Three & 1/3 (typographié Thirty Three & 1/ॐ — le 3 étant donc représenté par ॐ) est un album de George Harrison sorti en 1976.
- Le troisième album de Soulfly, groupe de metal, sorti en juillet 2002 a pour titre ॐ. Les textes sont plutôt humanistes et universalistes dans leur majorité.
- Le morceau Cosmic Ascension du groupe de Trance/Trance Goa Astral Projection débute par la syllabe Om̐, répétée plusieurs fois.
- La chanteuse M.I.A. utilise Om̐ tout au long de son album Matangi (il apparaît aussi sur la pochette).

### Arts visuels
- Dans le manga Saint Seiya (les Chevaliers du Zodiaque en français), le chevalier d'or Shaka de la Vierge prononce souvent cette invocation afin de concentrer son cosmos pour attaquer.
- Dans le manga D.Gray-man, le personnage de Kanda possède un tatouage représentant le symbole ॐ qui détermine sa durée de vie.
- Dans la vidéo de sa chanson Frozen, de l'album Ray of Light (en français « Rayon de lumière »), Madonna ouvre la main (à 3 min 43 s du clip[16]) et apparait alors le signe ॐ. La chanson débute par « You only see what your eyes want to see » (« Vous ne voyez que ce que vos yeux veulent voir »).

### Autre
- Le symbole est associé à la sous-culture des free-party.